# Leeds (Dakota del Norte)
Leeds es una ciudad ubicada en el condado de Benson en el estado estadounidense de Dakota del Norte. En el censo de 2010 tenía una población de 427 habitantes y una densidad poblacional de 367,18 personas por km².

## Geografía
Leeds se encuentra ubicada en las coordenadas 48°17′21″N 99°26′22″O / 48.28917, -99.43944. Según la Oficina del Censo de los Estados Unidos, Leeds tiene una superficie total de 1.16 km², de la cual 1.16 km² corresponden a tierra firme y (0%) 0 km² es agua.

## Demografía
Según el censo de 2010, había 427 personas residiendo en Leeds. La densidad de población era de 367,18 hab./km². De los 427 habitantes, Leeds estaba compuesto por el 97.42% blancos, el 0% eran afroamericanos, el 1.41% eran amerindios, el 0% eran asiáticos, el 0% eran isleños del Pacífico, el 0% eran de otras razas y el 1.17% pertenecían a dos o más razas. Del total de la población el 0.94% eran hispanos o latinos de cualquier raza.